# 雅卡雷阿坎加
雅卡雷阿坎加（葡萄牙語：Jacareacanga），是巴西的城鎮，位於該國北部，由帕拉州負責管轄，始建於1991年12月13日，面積53,304平方公里，海拔高度70米，2014年人口41,487，人口密度每平方公里0.78人。